# Microvalgus bicolor
Microvalgus bicolor är en skalbaggsart som beskrevs av Maurice Pic 1928. Microvalgus bicolor ingår i släktet Microvalgus och familjen Cetoniidae. Inga underarter finns listade i Catalogue of Life.